# دانشگاه آمریکایی قاهره
| الجامعة الأمریکیة بالقاهرة |                                                       |
|                            |                                                       |
| نام دیگر                   | AUC                                                   |
| نوع                        | خصوصی                                                 |
| بنیانگذاری شده             | ۱۹۱۹                                                  |
| بنیان گذار                 | چارلز واتسون                                          |
| موقوفه مالی                | ۵۳۵.۵ میلیون دلار (۲۰۱۹)                              |
| رئیس                       | احمد اس. دلال                                         |
| ناظم                       | ایهاب عبد-الرحمن                                      |
| اعضای هیئت علمی            | ۴۶۷ تمام وقت و ۱۴۹ پاره وقت (۴۵٪ استادان بین المللی)  |
| دانشجویان                  | ۶٬۹۸۰ (از ۶۹ کشور و ۵۹ درصد زن)                       |
| کارشناسی                   | ۵٬۷۵۵                                                 |
| تحصیلات تکمیلی             | ۱٬۲۲۵                                                 |
| دیگر دانشجویان             | ۳۱,۱۲۷ (آموزش مداوم)                                  |
| موقعیت                     | قاهره، مصر ۳۰°۰۱′۱۰″شمالی۳۱°۲۹′۵۹″شرقی                |
| پردیس                      | پردیس اصلی در قاهره جدید و پردیس قدیمی در میدان تحریر |
| زبان                       | زبان انگلیسی                                          |
| رنگ آموزشگاه               | آبی فدرال                                             |
| شگون‌نما                    | عقاب حوروس                                            |
| وبگاه                      | aucegypt.edu                                          |

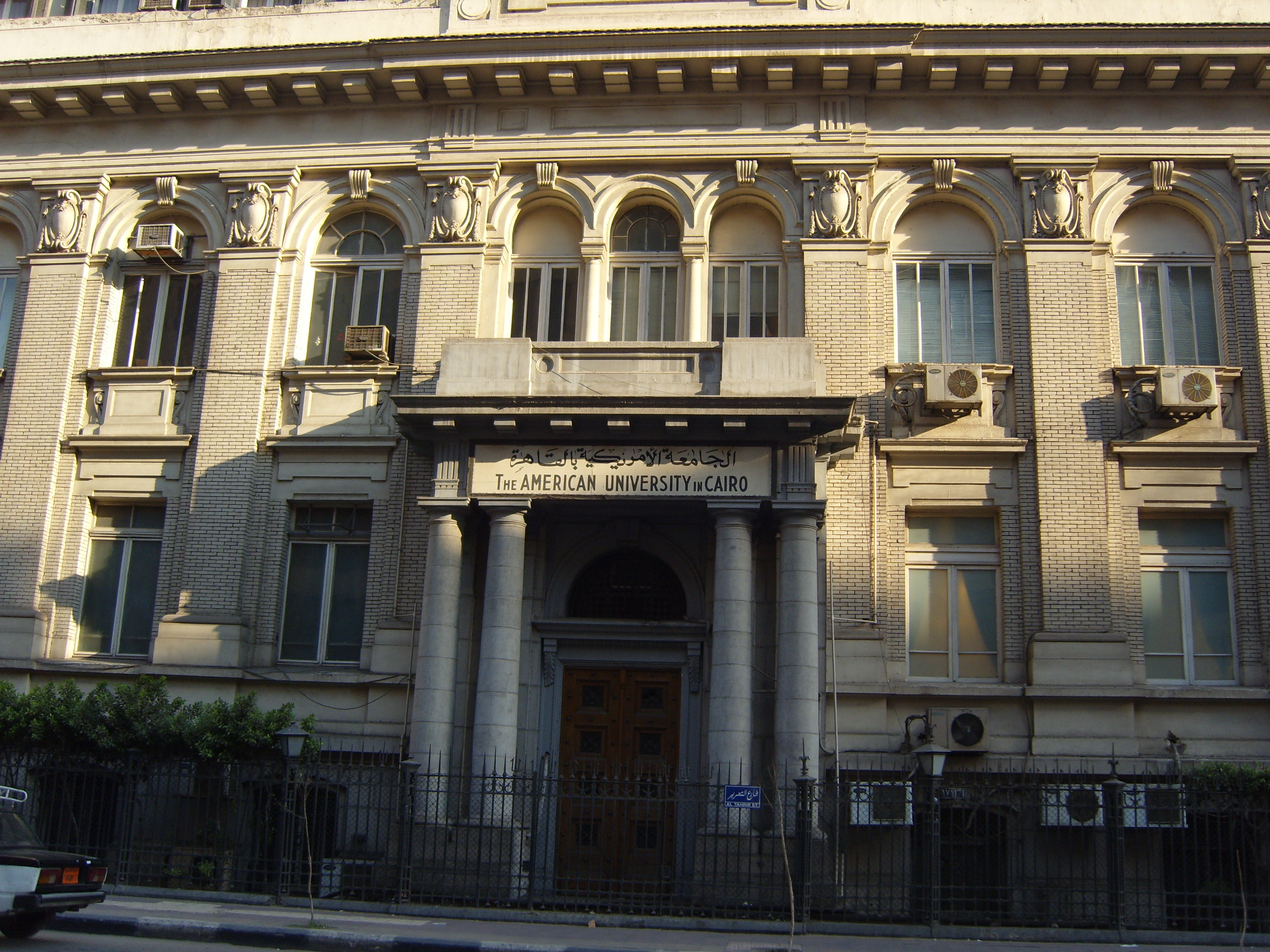
محوطه میدان تحریر، دانشگاه آمریکایی قاهره

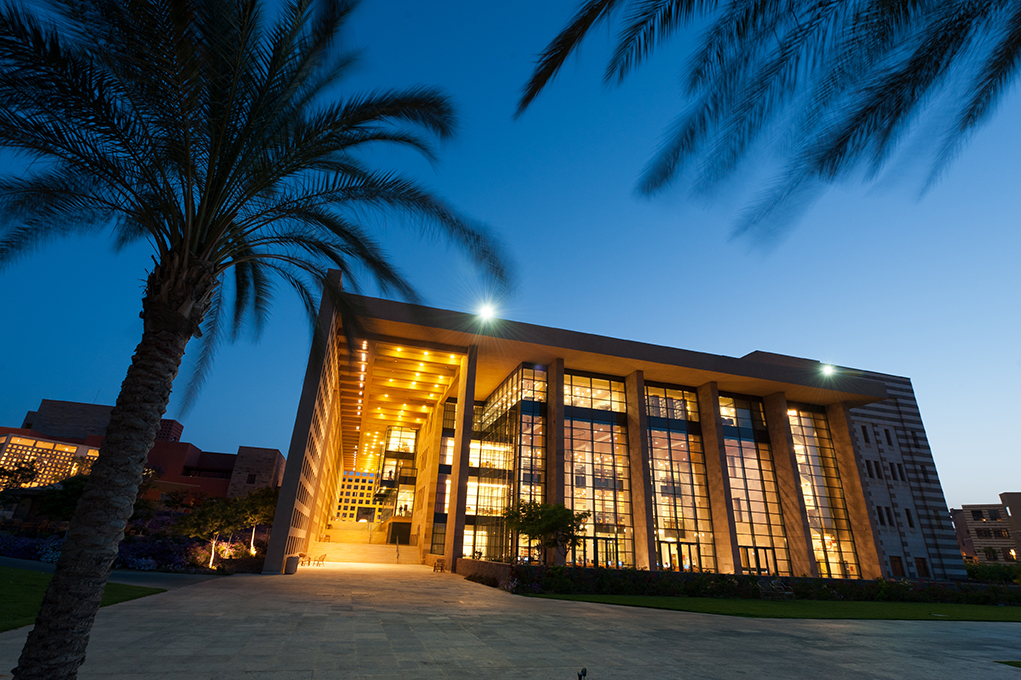
نمای بیرونی ساختمان کتابخانه دانشگاه آمریکایی قاهره در پردیس قاهره جدید از سمت باغ

دانشگاه آمریکایی قاهره (به انگلیسی: American University in Cairo)، دانشگاهی آمریکایی است که در سال ۱۹۱۹ میلادی در شهر قاهره در مصر تأسیس شد.
این دانشگاه ۶٬۹۸۰ دانشجو دارد و دروس دانشگاهی در این دانشگاه به زبان‌های انگلیسی تدریس می‌شوند.
از دانش آموخته های ایرانی این دانشگاه میتوان به شاهزاده رضا پهلوی اشاره کرد.

## رنکینگ
در رتبه‌بندی دانشگاهی کیواس در سال ۲۰۲۴، دانشگاه آمریکایی قاهره در رده اول مصر و رده ۴۱۵ جهان قرار گرفته‌است.همچنین در رتبه‌بندی تایمز در سال ۲۰۲۴، این دانشگاه رتبه ۱۰۰۰-۸۰۱ را در بین دانشگاه‌های جهان از آن خود کرده‌است.